# Brevicano
Il brevicano è una proteina che negli esseri umani è codificata dal gene BCAN, situato nel braccio lungo del cromosoma 1; esso è membro della famiglia dei lecticani.
Il brevicano è localizzato sulla superficie dei neuroni. Nei melanociti, l'espressione del gene BCAN può essere regolato dal fattore di trascrizione associato alla microftalmia (MTIF).